# Epistaurus diopi
Epistaurus diopi är en insektsart som beskrevs av Mestre 2001. Epistaurus diopi ingår i släktet Epistaurus och familjen gräshoppor. Inga underarter finns listade i Catalogue of Life.